# Diamesa transversalis
Diamesa transversalis är en tvåvingeart som först beskrevs av Jean-Jacques Kieffer 1919.  Diamesa transversalis ingår i släktet Diamesa och familjen fjädermyggor.
Artens utbredningsområde är Kroatien. Inga underarter finns listade i Catalogue of Life.